# NGC 1588
NGC 1588 (другие обозначения — UGC 3064, KCPG 99B, MCG 0-12-37, MK 616, ZWG 393.29, 2ZW 12, NPM1G +00.0155, PGC 15340) — эллиптическая галактика (E) в созвездии Телец.
Этот объект входит в число перечисленных в оригинальной редакции «Нового общего каталога».
Галактика NGC 1588 входит в состав группы галактик NGC 1589. Помимо NGC 1588 в группу также входят ещё 9 галактик.
Составляет гравитационно-связанную пару с галактикой NGC 1587. Является менее ярким компонентом пары.
В галактике наблюдается повышенное ультрафиолетовое излучение, и потому её относят к галактикам Маркаряна. Причиной является всплеск звездообразования из-за взаимодействия галактик.